# Golena

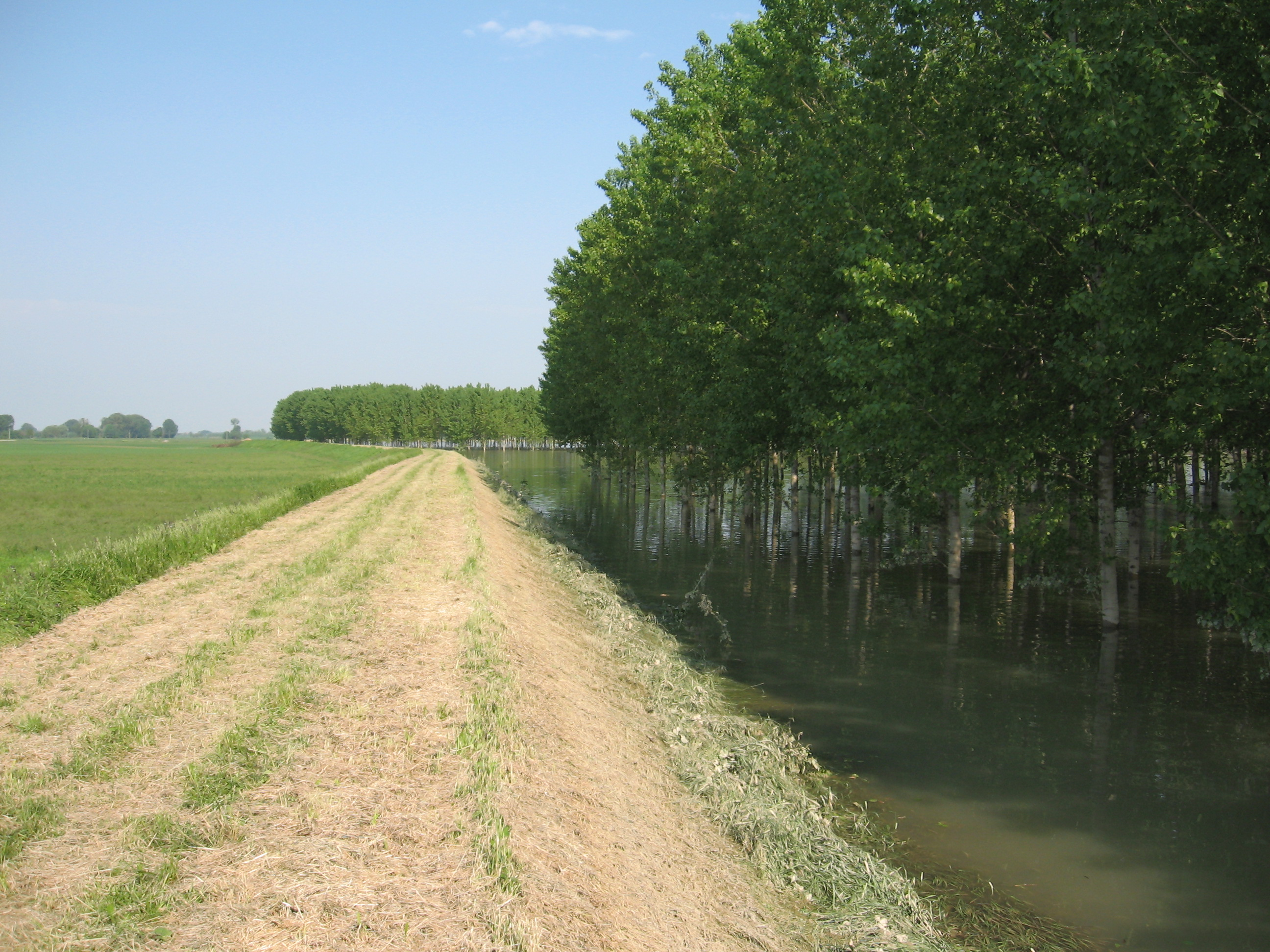
Pioppeti nella golena del Po inondata

Con il termine di golena si fa riferimento a quello spazio piano compreso tra la riva di un corso d'acqua e il suo argine.

## Descrizione
Si tratta spesso di un'area molto ampia che può ricevere saltuariamente le acque del fiume stesso durante gli eventi alluvionali e svolgere così l'importante funzione idraulica di invaso di emergenza per diluire la piena e ridurre così il rischio idrogeologico associato.
La naturale facilità con la quale la golena può essere sommersa dal proprio corso d'acqua, e quindi di ricevere gran parte del suo materiale limoso presente in sospensione, è all'origine della sua elevata fertilità.
La vegetazione presente nella golena può contribuire notevolmente a rallentare la velocità della piena ed è un fattore di contenimento dell'azione dirompente della corrente. Tale azione viene meno nel caso in cui siano presenti coltivazioni o pioppeti industriali.

La golena può essere aperta o chiusa, in particolare: 
- la golena è chiusa se è situata tra l'argine maestro e un argine consortile che la protegge, e in tal caso le inondazioni sono meno frequenti ed è anche possibile trovare edifici all'interno di essa.
- la golena è aperta se non è protetta da nessun argine e, in caso di piena del corso d'acqua, viene subito inondata[1].

## Limitazioni d'uso
Nelle aree golenali è necessario costruire o ricostruire edifici su palafitte in pali di legno possibilmente di castagno o su palafitte di cemento armato e strade sopraelevate su piloni in modo da lasciare espandere le acque di piena senza che le stesse acque provochino danni. Questo genere di golene va manutenuto prima delle stagioni piovose, mediante livellazioni a pendenza uniforme verso i corsi d'acqua in modo da evitare il ristagno delle acque una volta cessate le piogge.

## In Italia
Nella golena del Po è frequente identificare rami fluviali o meandri abbandonati del fiume, chiamati lanche.
In alcuni tratti del fiume Po, tra il Piemonte, la Lombardia e l'Emilia, le ampie strisce di terreno comprese tra gli argini del fiume sono coltivate a pioppeto.
Nella legislazione italiana, nelle aree golenali vigono limitazioni all'edificazione. A seguito dell'esondazione dell'anno 2000, per ridurre le conseguenze di questi eventi calamitosi, la regione Emilia-Romagna nel 2001 tramite apposita delibera ha messo in atto una politica di delocalizzazione delle abitazioni in area golenale.